# سیارک ۹۸۱۴
سیارک ۹۸۱۴ (به انگلیسی: 9814 Ivobenko، نامگذاری:1998UU18) نه هزار و هشتصد و چهاردهمین سیارک کشف شده‌است که در ۲۳ اکتبر ۱۹۹۸ کشف شد.
قدر مطلق سیارک برابر ۱۰.۷ است.